# Kenta Hasegawa
Kenta Hasegawa, född 25 september 1965 i Shizuoka prefektur, Japan, är en japansk fotbollstränare och före detta spelare.